# Christian Schrøder som Don Juan
Christian Schrøder som Don Juan er en dansk stumfilm fra 1912 produceret af Nordisk Films Kompagni og instrueret af Christian Schrøder efter eget manuskript. 

## Handling
Denne artikel mangler et handlingsreferat. Hjælp os med at skrive det.